# 大橋薫 (経済評論家)
大橋 薫（おおはし かおる、1903年（明治36年）2月24日 - 1983年（昭和58年）4月30日）は、日本の新聞記者、経済評論家。
大蔵省や都市銀行の頭取クラスに対して絶大な影響を持ち、アジア開発銀行の設立やがん保険の認可に関わり、「金融界の黒幕」や「金融界のフィクサー」と呼ばれた。

## 来歴
栃木県下都賀郡絹村（現： 小山市）出身。
1929年に慶應義塾大学文学部史学科を卒業後、ジャパンタイムズに入社、1937年頃からは同盟通信社に転じた。
戦前には日本経済連盟会（日本経済団体連合会の前身）による対外資本の導入を研究し、外務省の矢野征記らとともに原案を草案した。
その後戦時中は大東亜省に転じた。
戦後は電通での勤務や、内外タイムスの社長などを経て、常盤橋経済研究所という経済諮問機関を設立。大物経済評論家として大蔵省や福田赳夫の意を組み、対外資本の導入などに関与した。
最大の功績はがん保険の日本への導入の橋渡しであり、アフラック生命保険の日本市場参入であり、アジア開発銀行の設立への関与である。
その他にもアイ・エヌ・エイ生命保険株式会社の日本市場参入にも関与した。